# Reserva natural Divisadero Largo
La Reserva natural Divisadero Largo se encuentra en el norte-centro de la provincia de Mendoza, a 8 km aproximadamente de la ciudad de Mendoza.
 
Sus coordenadas geográficas son 32°55′S 68°58′O / -32.917, -68.967. Está ubicada en el piedemonte de las primeras estribaciones de la Cordillera de los Andes que comienzan hacia el oeste de la ciudad.
  
La reserva Divisadero Largo tiene una extensión de 492 ha y el dominio y jurisdicción de la tierra es provincial.

## Creación
El área fue creada por la Ley Provincial n.º 4902 del año 1983. La reglamentación de las áreas naturales protegidas de la provincia de Mendoza se implementó en agosto de 1993, mediante la ley n.º 6045.
El objetivo general de su creación fue preservar las características del ambiente y sus yacimientos de restos fósiles. El objetivo específico fue conservar el paisaje de la región, de singulares características, donde están expuestos afloramientos rocosos que evidencian series completas de formaciones mesozoicas y cenozoicas.

## Geología

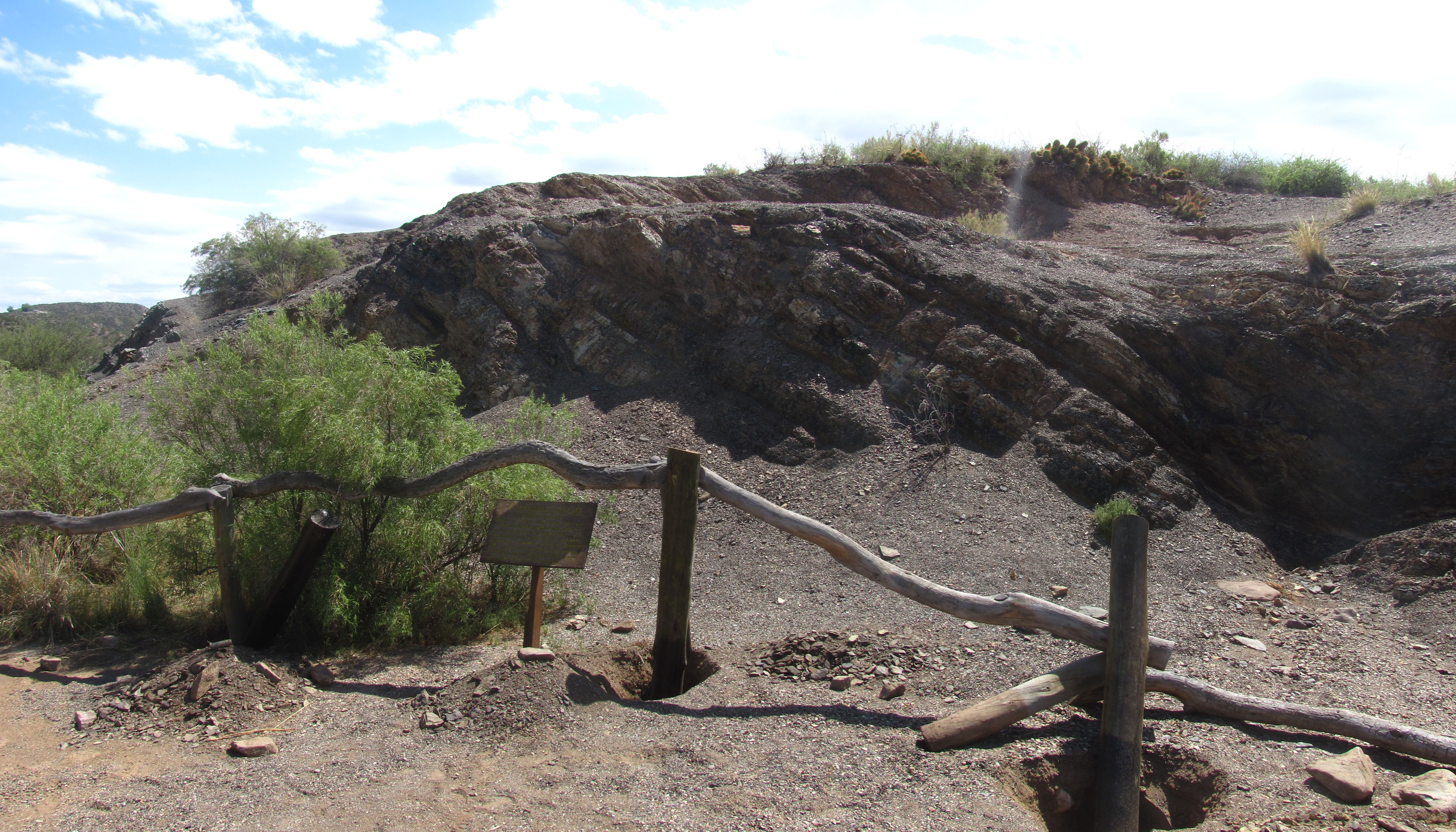
Formación Cacheuta en la reserva.

El área forma parte de la cuenca aluvional del arroyo Papagayos y su principal interés lo constituyen los afloramientos rocosos producto de una falla o quebramiento, donde se encuentran expuestos estratos del paleógeno y del más antiguo período triásico. Estos estratos contienen restos fósiles de gran interés científico cuya antigüedad se estima en unos 200 millones de años.

## Flora y fauna
El área de la reserva se caracteriza por presentar la transición o ecotono de las especies vegetales y animales propias de la ecorregión monte con aquellas que predominan en la ecorregión altoandina. Predominan las especies vegetales xerófilas, adaptadas a las condiciones de aridez de la zona.

Las actividades humanas, por ejemplo el pastoreo, produjeron un sostenido impacto negativo sobre las especies silvestres, entre las que se encuentran las jarillas conocidas como hembra (Larrea divaricata), macho (Larrea cuneifolia) y crespa (Larrea nitida), retamas (Bulnesia retama), garabatos negros (Acacia furcatispina), zampas (Atriplex lampa) y llaullines (Lycium chilense), entre otros.
La fauna incluye zorros grises (Lycalopex gymnocercus) y colorados (Lycalopex culpaeus), reptiles como la coralina cuyana (Phalotris cuyanus) y la yarará chica, (Bothrops diporus) y aves como el águila mora (Geranoaetus melanoleucus), el canastero (Asthenes baeri), la calandria mora (Mimus patagonicus)	y el jilguero oliváceo (Sicalis olivascens), entre otros.